# Società Anonima della Guidovia Camuna
La Società Anonima della Guidovia Camuna è stata una società di trasporti pubblici tranviari della Val Camonica.

## Storia
Fu istituita il 7 luglio 1895, presso il notaio Francesco Rosa di Vilminore di Scalve, dai membri del Comitato promotore della Guidovia camuna. Lo scopo della società era di ottenere l'allargamento della Strada Nazionale del Tonale fino a 8 metri e di ottenere la concessione trentennale di una tranvia a scartamento ridotto (950 mm) che collegasse Lovere ai comuni della Vallecamonica come Breno e Edolo.
Successivamente l'intenzione della società si ridusse a chiedere la concessione di una tranvia Lovere-Cividate Camuno con possibile estensione fino a Edolo.

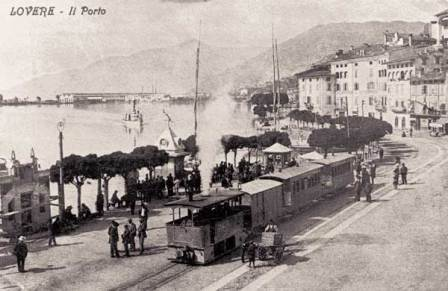
Capolinea Lovere con tram

Il 17 gennaio 1896 ottenne dal consiglio provinciale della Provincia di Bergamo un contributo di 40 000 Lire.

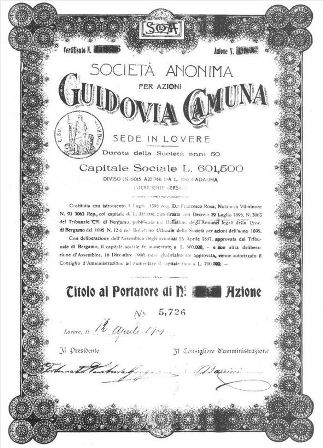
Titolo SA Guidovia Camuna

Il 31 dicembre 1896 ottenne l'autorizzazione ministeriale per la concessione della tranvia. Nei mesi successivi, il progetto definitivo fu presentato agli uffici del Genio Civile di Brescia e di Bergamo per l'approvazione che fu ottenuta il 29 luglio 1897 dal primo e il 3 agosto dal secondo. Solo nel 1900 poterono essere iniziati i lavori di installazione di rotaie e impianti. Il 7 agosto 1901 fu aperto l'esercizio lungo la Lovere – Boario; quello fino a Cividate Camuno fu aperto solo il 20 ottobre dello stesso anno.
L'inizio fu soddisfacente sia dal punto di vista del traffico passeggeri sia di quello merci. Dopo l'apertura della ferrovia Iseo – Pisogne, la Società si propose di passare allo scartamento ordinario per affrontare meglio la concorrenza (1909). Tuttavia il trasporto di merci della valle prese a preferire la ferrovia e la Guidovia intraprese un lento declino.
La guidovia fu smantellata nel 1917 dopo che un Regio Decreto ne sospese l'esercizio tranviario. Il Genio Militare avrebbe dovuto ripristinarla al termine della prima guerra mondiale, ma questo non avvenne.
La società fu liquidata al termine della guerra.